# Liquidâmbar
Liquidambar é um género botânico, pertencente à família Altingiaceae, com nomes comuns Liquidâmbar ou árvore-do-âmbar.

## Espécies
- Liquidambar acalycina
- Liquidambar formosana
- Liquidambar orientalis
- Liquidambar styraciflua

## Classificação do gênero
| Sistema | Classificação                     | Referência               |
| ------- | --------------------------------- | ------------------------ |
| Linné   | Classe Monoecia, ordem Polyandria | Species plantarum (1753) |